# Net Run Rate
Die Net Run Rate (NRR) ist eine Statistik, die im Cricket verwendet wird. Sie dient der Unterscheidung zweier oder mehrerer Mannschaften bei Punktgleichheit in der Tabelle. Die NRR ist allerdings nur in den Spielformen sinnvoll, in denen die Anzahl der Over begrenzt ist, und wird entsprechend auch nur dort verwendet. Im internationalen Cricket sind dies insbesondere One-Day-Internationals und International Twenty20 Spiele, aber beispielsweise nicht Test Matches. Sie entspricht ihrer Bedeutung nach der aus anderen Sportarten, wie Fußball oder Handball, bekannten Tordifferenz.

## Berechnung

### Run Rate
Der Net Run Rate liegt die „Run Rate“ zugrunde. Diese ist definiert als das Verhältnis der erzielten Runs zur Zahl der Over, in denen diese Runs erzielt wurden.
{\displaystyle {\text{Run Rate}}={\frac {\text{erzielte Runs}}{\text{absolvierte Over}}}}

### Net Run Rate
Vereinfacht ausgedrückt ist die Net Run Rate in einem Spiel aus Sicht einer Mannschaft die Run Rate ihres eigenen Innings minus die Run Rate des Gegners aus dessen Innings. Daraus folgt folgende Formel:
{\displaystyle {\text{Net Run Rate}}={\frac {\text{Runs des eigenen Innings}}{\text{Over des eigenen Innings}}}-{\frac {\text{Runs des gegnerischen Innings}}{\text{Over des gegnerischen Innings}}}}

### Besonderheiten
Bei den Over ist zu berücksichtigen, dass eine Angabe wie „26.1 Over“ nicht als 26 1/10 zu lesen ist, sondern, der im Cricket üblichen Schreibweise folgend, als 26 1/6, da die Zahl hinter dem Punkt immer die Bälle eines unvollständigen Overs angibt.
Deshalb kann man den Punkt auch nicht im Deutschen durch ein Komma ersetzen.
Sollte eine Mannschaft alle zehn Wickets in ihrem Innings verlieren, bevor die ihr zur Verfügung stehenden Over absolviert sind, gehen nicht die tatsächlich gespielten Over in die Formel ein. Stattdessen wird die Zahl der Over herangezogen, auf die das Innings zuletzt insgesamt angesetzt war. Ansonsten würde die Schlagmannschaft widersinnigerweise davon profitieren, dass alle ihre Batsmen früh ausscheiden.
Bei Anwendung der Duckworth-Lewis Method (D/L) werden für das erste Innings des Spiels nicht die tatsächlich erzielten Runs und absolvierten Over benutzt. Denn sonst könnte es beispielsweise passieren, dass die Verlierer-Mannschaft eine höhere Run Rate in ihrem Innings erreicht als ihr Gegner. Ist das Spiel abgebrochen worden, konnte aufgrund der absolvierten Over im zweiten Innings aber noch gewertet werden, dann wird der „Par Score“ zum Zeitpunkt des Abbruchs und dieselbe Overanzahl verwendet, die im zweiten Innings absolviert wurde. Wurde D/L schon zu einem früheren Zeitpunkt im Match angewendet und konnte das Spiel dann zu Ende gespielt werden, wird das um Eins verringerte Target der zweiten Schlagmannschaft und die der zweiten Schlagmannschaft zuletzt insgesamt zur Verfügung stehende Overzahl herangezogen. Die Runs und Over der zweiten Schlagmannschaft gehen wie in allen „normalen“ Spielen in die Formel ein.

### Anwendung bei Gruppenspielen
Sollen zwei oder mehrere Mannschaften in Gruppenspielen differenziert werden, so wird die Net Run Rate jeder Mannschaft aus allen Spielen gebildet, die bis zu einem Ergebnis zu Ende gespielt wurden. Spiele, die als „No Result“ gelten, werden also nicht berücksichtigt. Dazu werden alle erzielten Runs in den absolvierten Gruppenspielen addiert, ebenso wie alle Over. Das Gleiche wird für die Runs und Over der jeweiligen Gegner getan und aus diesen vier Zahlen dann die Net Run Rate einer jeden Mannschaft ermittelt. Es wird also nicht die durchschnittliche NRR aus allen Spielen gebildet. Eine höhere Net Run Rate bedeutet dann eine bessere Platzierung.

## Anwendung
Als Entscheidungskriterium wird die Net Run Rate beim Cricket World Cup seit der Austragung im Jahr 1992 genutzt. Sie löste dabei die zuvor verwendete Run Rate ab und berücksichtigte somit nicht nur die Leistung einer Mannschaft beim Schlagen, sondern auch die beim Bowlen.